# NGC 6847
NGC 6847 – prawdopodobnie chmura gwiazd znajdująca się w gwiazdozbiorze Łabędzia, przez niektóre źródła klasyfikowana jako gromada otwarta. Odkrył ją William Herschel 17 lipca 1784 roku. Znajduje się w odległości ok. 6,2 tys. lat świetlnych od Słońca oraz 25,9 tys. lat świetlnych od centrum Galaktyki. Ta grupa gwiazd wydaje się powiązana z obszarem H II.
Taka identyfikacja NGC 6847 nie jest jednak pewna, ponieważ wspomniana chmura gwiazd znajduje się niemal 1° na północ i 30 sekund na zachód od pozycji podanej przez Herschela (w bezpośredniej bliskości pozycji Herschela nie ma nic odpowiadającego opisowi). Niektórzy astronomowie uważają, że obiekt NGC 6847 zaobserwowany przez Herschela to w rzeczywistości mgławica planetarna NGC 6842, rozważano też inne możliwości.